# صمام أبهري ثنائي الشرف
الصمام الأبهري ثنائي الشُرف (بالإنجليزية: Bicuspid aortic valve)‏ اختصارًا BAV، هو شكل وراثي من أمراض القلب حيث يتم دمج شُرْفَتين (وريقتين) أبهريتين من الصمام الأبهري أثناء تطور الجنين في الرحم مما يؤدي إلى صمام ثنائي الُشرف بدلاً من الصمام العادي ثلاثي الشُرف. في هذه الحالة لا يعمل الصمام الأبهري بشكل مثالي أو طبيعي، ولكنه قد يعمل بشكل ملائم لسنوات دون التسبب في أعراض أو علامات واضحة تدل على وجود مشكلة. يعتبر الصمام الأبهري ثنائي الشُرف السبب الأكثر شيوعًا لأمراض القلب الموجودة عند الولادة ويؤثر على حوالي 1.3% من البالغين. عادةً، يكون الصمام التاجي هو الصمام الثنائي الشرف الوحيد وهذا يقع بين الأذين الأيسر للقلب والبطين الأيسر. تلعب صمامات القلب دورًا حاسمًا في ضمان تدفق الدم أحادي الاتجاه من الأذين إلى البطينين، أو من البطين إلى الأبهر أو الجذع الرئوي.

## العلامات والأعراض والمضاعفات
على الرغم من وجود مرض الصمام الأبهري ثنائي الشرف عند الولادة، إلا أنه لا يتم تشخيصه عادة حتى سن البلوغ لأنه يمكن أن يعمل لسنوات دون التسبب في الأعراض.بشكل عام، لا يسبب مرض الصمام الأبهري ثنائي الشرف (BAV) أي أعراض خطيرة، حيث يمكن اعتباره عديم الأعراض نوعاً ما في البداية. نادرًا ما يكون المرض شديدًا جدًا عند الولادة لدرجة أن الطفل يعاني من قصور القلب في وقت مبكر من الحياة.  بشكل أكثر شيوعًا، سيكون لدى المرضى تاريخ عن وجود لغط في مرحلة الطفولة وتتطور الأعراض في منتصف العمر. وفي كثير من الحالات، لن يسبب الصمام الأبهري ثنائي الشرف أي مشاكل.ومع ذلك، سيصاب العديد من المصابين بمضاعفات وقد يحتاجون إلى عملية جراحية - إما لإصلاح أو استبدال الصمام الأبهري أو الأبهر الصدري أو كليهما.  تشمل المؤشرات المبكرة لـهذا الاضطراب النفخة القلبية، وهي صوت غير طبيعي ناتج عن التدفق المضطرب للدم على صمام القلب المريض. قد يتعب الأشخاص المصابون بـه بسهولة أكثر من الأشخاص الذين لديهم وظيفة الصمامات العادية وقد يجدون صعوبة في الحفاظ على قدرتهم على التحمل لأنشطة القلب المكثفة بسبب ضعف أداء القلب.
قد تشمل الأعراض الأخرى ما يلي:
- صعوبة في التنفس.
- ألم أو ضغط في الصدر.
- إعياء.
- تساع خفقان القلب.
- دوار خفيف.
- إغماء.

أقل من خمسة بالمائة من المصابين بهذا المرض سوف يصابون بمضاعفات المرض. ومع ذلك، يمكن أن تكون المضاعفات المرتبطة بـ BAV خطيرة ومهددة للحياة، وهذا هو السبب في أهمية التشخيص والرعاية المستمرة من قبل طبيب القلب. قد تتضمن المضاعفات ما يلي:
- قلس/قصور الأبهر: لا ينغلق الصمام الأبهري تمامًا، مما يتسبب في تسرب الصمام.
- تضيق الصمام الأبهري: تتسبب ترسبات الكالسيوم في الشريفات/الوريقات وحولها في نهاية المطاف إلى تيبس الصمام وتضييقه، وهي حالة تعرف باسم التضيق. لا يفتح الصمام الأبهري بشكل عريض بما يكفي، مما يتسبب في تقييد تدفق الدم. مع تطور التضيق، يجب أن يضخ القلب بقوة أكبر لدفع الدم عبر الصمام.  تشمل أعراض الصمام الضيق وألم الصدر وضيق التنفس والدوخة أو الإغماء الناجم عن عدم كفاية تدفق الدم إلى الدماغ.
- التهاب الشغاف الهدوائي: إصابة بطانة حجرة القلب وصمامات القلب.
- أم الأوعية الدموية الأبهرية: تضخم جدار الأبهر.
- تسلخ الأبهر: نزيف داخل جدار الأبهر وعلى امتداده.
- تضيق الأبهر: تضييق الأبهر عند نقطة معينة على طوله.

## الأسباب
السبب الحقيقي لمرض الصمام الأبهري ثنائي الشرف غير واضح تمامًا، ولكن من المعروف أنه يتطور في المراحل الأولى من الحمل، والمشكلة تكون موجودة منذ الولادة. تشير أحدث الدراسات إلى أن سببه هو اضطراب النسيج الضام الذي يسبب أيضًا مشاكل أخرى في جهاز الدوران. قد يعاني الأشخاص المصابون بمرض الصمام الأبهري ثنائي الشرف أيضًا أمراض قلبية أخرى، كتلك الآنفة الذكر. لوحظ الصمام الأبهري ثنائي الشرف في 1 إلى 2 في المائة من جميع المواليد الأحياء. وهو أيضًا أكثر العيوب القلبية المُلاحظة في متلازمة تورنر. وهو أكثر شيوعاً في الذكور مقارنة بالإناث.

تشريح الصمام الأبهري ثنائي الشرف.

## التشخيص
يمكن أن يرتبط الصمام الأبهري ثنائي الشرف بلغط قلبي في الحيز الوربي الأيمن الثاني. غالبًا ما تكون هناك اختلافات في ضغط الدم بين الأطراف العلوية والسفلية. يمكن المساعدة في التشخيص باستخدام تخطيط صدى القلب أو التصوير بالرنين المغناطيسي (MRI). التصوير بالرنين المغناطيسي رباعي الأبعاد (4D MRI) هو تقنية تحدد خصائص وأنماط تدفق الدم في جميع أنحاء الأوعية وعبر الصمامات ومقصورات القلب.يتيح التصوير رباعي الأبعاد تصورات دقيقة لأنماط تدفق الدم في الحجم المكاني ثلاثي الأبعاد (3D)، وكذلك في البعد الزمني الرابع.تنتج أنظمة التصوير بالرنين المغناطيسي 4D الحالية صورًا عالية الدقة لتدفق الدم في جلسة تصوير واحدة فقط.

### التصنيف:[13]
قد تأخذ الصمامات الأبهرية ثنائية الشرف ثلاثة أشكال مختلفة:
1. الصمامات ثنائية الشرف «الحقيقية» (شُرفتين أبهريتين متماثلتين). هذه هي الحالة الأكثر شيوعاً للمرض.
2. بنية ثلاثية الشرف (وهذه هي الحالة الطبيعة للصمام الأبهري) ولكن مع اندماج شُرفتين ببعضهما البعض. هذه حالة تسمى الصمام الثنائي الشُرف الوظيفي.[14]
3. شكل ثلاثي الشرف مع اندماج ثلاث شُرفات.

مخطط الصمام الأبهري ثنائي الشرف

## المآل
يؤدي هذا النوع من الأمراض القلبية بشكل متكرر إلى مضاعفات كبيرة في أكثر من ثلث الأفراد المتأثرين، من ضمنها المراضة والوفاة. تتضمن المضاعفات البارزة له: تضييق فتحة الصمام الأبهري، وتدفق الدم الخلفي في الصمام الأبهري، وتمدد الأبهر الصاعد، والتهاب الشغاف العدوائي.
إذا لوحظ قلس الأبهر وتمدد الأبهر الصاعد في شخص يعاني من الصمام الأبهري ثنائي الشرف، فيجب أن يخضع لمراقبة سنوية باستخدام مخطط صدى القلب عبر الصدر إذا كان قياس جذر الأبهر 4.5 سم أو أكثر.
غالبًا ما يتم علاج المضاعفات الناتجة عن مشاكل القلب الهيكلية من خلال التدخل الجراحي، والذي قد يشمل استبدال الصمام الأبهري أو رأب الصمام البالوني.

## علم الأوبئة
يعتبر الصمام الأبهري ثنائي الشرف (BAV) أكثر الاضطرابات القلبية الخلقية شيوعًا حيث يقدر انتشاره بنسبة 1-2 ٪.  وهو أكثر شيوعًا في الذكور بثلاث مرات تقريبًا مقارنة بالإناث.